# The Tortured Poets Department
The Tortured Poets Department (lit. 'El departament de poetes turmentats'), coloquialment abreviat TTPD és l'onzè àlbum d'estudi de la cantant i compositora nord-americana Taylor Swift. Va ser escrit per Taylor Swift, Jack Antonoff i Aaron Dessner, i publicat el 19 d'abril de 2024 a través de la discogràfica Republic Records. Swift va anunciar l'àlbum el 4 de febrer de 2024 a la 66a edició dels premis Grammy en guanyar el guardó al millor àlbum vocal pop i àlbum de l'any pel seu desè àlbum d'estudi, Midnights (2022). The Tortured Poets Department es va expandir en un doble àlbum dues hores després de ser publicat, subtitulat The Antology, incloent 15 cançons més.
Taylor Swift va concebre The Tortured Poets Department poc després d'acabar Midnights, i va continuar desenvolupant-lo durant l'Eras Tour, la seva sisena gira de concerts. Va descriure The Tortured Poets Department com el seu àlbum "salvavides", concebut com la culminació de la seva imperiosa creació de cançons. Conté 31 cançons en els seus dos volums, amb el raper nord-americà Post Malone a la cançó d'obertura i el senzill principal, "Fortnight", i la banda anglesa de rock indie Florence and the Machine a la cançó "Florida!!!".
The Tortured Poets Department consta en gran part de cançons de midtempo impulsades per sintetitzadors i caixes de ritme juntament amb instruments orgànics com el piano i la guitarra. El seu tema se centra en la psique de la Taylor Swift, explorant la seva visió de la seva vida pública i privada mitjançant la narració introspectiva. El contingut líric es caracteritza per temes de dolor, autoconsciència, melodrama i humor. L'àlbum va polaritzar els crítics: la majoria de les crítiques van ser positives i van elogiar la composició catàrtica de Swift per la seva ressonància emocional i enginy, mentre que la resta va suggerir una manca de profunditat lírica; alguns crítics van descriure la producció de l'àlbum com de bon gust, mentre que altres la van trobar poc inventiva.
Comercialment, The Tortured Poets Department va batre diversos rècords de consum digital i vendes tradicionals. Va obtenir les reproduccions globals més altes en un únic dia per a un àlbum a Spotify i gestes similars a Apple Music i Amazon Music. Als Estats Units, l'àlbum va arribar al capdamunt de la llista Billboard 200 amb 2,6 milions d'unitats equivalents a àlbums, incloent 1,9 milions de vendes d'àlbums purs, la qual cosa va marcar la setmana de vendes més gran de la carrera de Taylor Swift i el seu setè llançament amb més d'un milió d'unitats. al país. Les seves cançons van fer de Taylor Swift la primera artista a ocupar les primeres 14 posicions del Billboard Hot 100 simultàniament, amb "Fortnight" al capdavant. The Tortured Poets Department va encapçalar les llistes oficials d'àlbums en altres 21 territoris, inclosos Austràlia, Alemanya, Espanya i el Regne Unit.

## Antecedents i concepció
Taylor Swift va llançar el seu desè àlbum d'estudi, Midnights, el 21 d'octubre de 2022, amb un èxit comercial i de crítica generalitzat. El 2023, va llançar dos àlbums regravats, Speak Now (Taylor's Version) i 1989 (Taylor's Version), com a part del seu projecte de re-enregistrament. El 4 de febrer de 2024, el dia de la 66a edició dels premis Grammy, on Midnights havia estat nominada, Taylor Swift va donar pistes sobre el llançament d'un nou àlbum canviant les imatges de perfil dels seus comptes de xarxes socials a blanc i negre. Els fans van especular en línia que s'estava preparant per llançar Reputation (Taylor's Version), una propera re-enregistrament del seu sisè àlbum d'estudi, Reputation (2017). El lloc web de Taylor Swift també va aparèixer com si hagués funcionat malament, informant d'un codi d'estat HTTP 321, així com del codi d'error "hneriergrd", que els aficionats van desxifrar com un anagrama que s'escriu " red herring ". El codi font del lloc web contenia paraules no angleses.
El 4 de febrer de 2024, Tayor Swift va guanyar el premi Grammy al millor àlbum de pop vocal i àlbum de l'any per Midnights; en el seu discurs d'acceptació del primer, va anunciar un nou àlbum d'estudi en el qual havia treballat des del 2022, titulat The Tortured Poets Department, amb data de publicació el 19 d'abril de 2024. La portada de l'àlbum es va publicar als seus comptes de xarxes socials, juntament amb una fotografia d'una nota manuscrita:
| « | And so I enter into evidence / My tarnished coat of arms / My muses, acquired like bruises / My talismans and charms / The tick, tick, tick of love bombs / My veins of pitch black ink / All's fair in love and poetry... Sincerely, The Chairman of the Tortured Poets Department. | » |

| « | « I així presento com a evidència / El meu emblema deslluït / Les meves muses, adquirides com les contusions / Els meus talismans i encanteris / El tic tac tic tac de les bombes d'amor / Les meves venes de tinta negra com el carbó / Tot està permès en l'amor i la poesia... Sincerament, La Presidenta del Departament de Poetes Torturats » | » |

Taylor Swift va caracteritzar The Tortured Poets Department com un àlbum "salvavides", un que "realment necessitava" fer. Va començar a concebre l'àlbum immediatament després d'enviar Midnights al seu segell discogràfic, i va continuar treballant-hi en secret durant la etapa nord-americana del Eras Tour el 2023. Mentre creava l'àlbum, la seva vida personal va continuar sent un tema àmpliament tractat a la premsa, que es va centrar en la seva ruptura amb l'actor anglès Joe Alwyn, una curta aventura amb el músic anglès Matty Healy i una relació amb el jugador de futbol americà Travis Kelce. Segons Taylor Swift, crear l'àlbum li va demostrar el paper integral de la composició de cançons a la seva vida. Va declarar: "Mai he tingut un àlbum on necessitava escriure cançons més del que ho necessitava a Tortured Poets". En una publicació d'Instagram que anunciava el llançament de l'àlbum, Taylor Swift va caracteritzar l'àlbum com "una antologia de nous treballs que reflecteixen esdeveniments, opinions i sentiments d'un moment fugaç i fatalista en el temps, un que va ser alhora sensacional i trist en la mateixa mesura."

## Composició

### Lletres
The Tortured Poets Department consta de 16 cançons estàndard (15 més en la versió "The Anthology") i compta amb dos artistes convidats: el raper nord-americà Post Malone al senzill principal "Fortnight" i la banda anglesa d'indie rock Florence and the Machine, liderada per la cantautora Florence Welch, a la cançó. "Florida!!!". L'àlbum va ser principalment escrit i produït per Taylor Swift juntament amb Jack Antonoff i Aaron Dessner; Welch i Malone també van coescriure les seves respectives col·laboracions amb Swift.
L'àlbum està arrelat en l'escriptura de cançons personal i introspectiva, explorant les emocions retrospectives de Taylor Swift d'una línia d'esdeveniments de la seva vida privada i pública. Alguns crítics van comentar que es va inspirar en les seves tumultuoses relacions per crear narracions líriques desordenades, desenfrenades i desprotegides, que contenien metareferències a la seva vida personal a través d'al·lusions i noms. Segons The Economic Times, l'àlbum "explora principalment la naturalesa imprevisible de l'amor, qüestionant la bogeria d'ancorar la nostra existència a un sentiment que pot desaparèixer en un instant". Mentre que, The Conversation va descriure la lletra de l'àlbum com "un rebuig eufòric de les expectatives de la societat".
Taylor Swift, parlant amb el públic en un espectacle a Melbourne del Eras Tour, va descriure l'àlbum com el seu projecte més catàrtic fins ara; la cançó " I Can Do It with a Broken Heart " detalla com estava patint una crisi emocional mentre anava de gira. Ann Powers va escriure a NPR que durant tot l'àlbum, "Taylor Swift està intentant esbrinar com es produeix la violència emocional". Destacant l'excessiva cobertura mediàtica sobre l'augment de la fama de Taylor Swift i la seva turbulenta vida personal, Craig Jenkins de Vulture va opinar que l'àlbum la mostra "més interessada a redibuixar els límits", amb cançons com "The Tortured Poets Department" i " But Daddy I Love Him " abordant l'escrutini de les seves relacions passades.
L'engany, el desamor i la sensació d'empresonament són els temes principals de l'àlbum, expressats a través de temes com la ira, el dol, la mort i l'humor. Diversos crítics van considerar que l'autoconeixement i l'humor de Taylor Swift van elevar el lirisme de l'àlbum, mentre utilitzava el melodrama com a dispositiu narratiu. Taylor Swift va descriure l'àlbum com a "fatalista" amb lletres extenses sobre "la vida o la mort" que són hiperbòliques o dramàtiques; això s'exemplifica amb la cançó d'obertura, "Fortnight", ja que els temes "d'enyorança, llàstima i somnis perduts" es repeteixen al llarg del disc. Melissa Ruggieri de USA Today va considerar l'àlbum l'antítesi de Lover (2019). A part del desamor, altres temes inclouen la percepció pública d'ella com a celebritat ("Who's Afraid of Little Old Me?" i " Clara Bow ") i la reinventació d'un mateix ("Florida!!!"). Callie Ahlgrim de Business Insider va descriure el contingut de l'àlbum com el "més desordenat, calent i divertit de Taylor Swift". A The Independent, Helen Brown va suggerir que l'escriptura de cançons de Swift es basa en les seves arrels de música country per explorar narracions amb detalls. Mentre que alguns crítics van argumentar que l'àlbum és de naturalesa autobiogràfica, Shaad D'Souza de Pitchfork va argumentar que es troba a cavall entre el confessional i la narració de ficció.

### Producció i música
La part estàndard de l'àlbum és en gran part synth-pop, amb una producció de midtempo que incorpora sintetitzadors suaus i caixes de ritmes. Taylor Swift canta principalment en el seu registre vocal inferior per oferir versos conversacionals semblants al rap. Els crítics van trobar que la producció era minimalista; Igor Bannikov de PopMatters ho va descriure com "simplista, indie i gairebé silenciat". Alexis Petridis de The Guardian va escriure que el seu so "talla la diferència entre el pop-rock brillant amb influència dels anys 80 del 1989 i l'eufemisme de les hores petites de Midnights ". Escrivint per a The Times, Will Hodgkinson va descriure l'àlbum com una amalgama de synth-pop, balades energètiques dels anys 80 i "l'emotiu AOR de Stevie Nicks ". Josh Kupp d' Uproxx , que va batejar l'àlbum com un projecte prolig i sense gènere, va estar entre els crítics que van considerar que l'àlbum abandona l'atractiu de la ràdio convencional. Diversos temes presenten una instrumentació més depurada, impulsada per piano o guitarra, amb estils d'altres gèneres; "But Daddy I Love Him" i " Guilty as Sin? " incorporen bateria en directe i influències de country i rock," Down Bad " evoca a R&B en els seus canvis dinàmics i cadències, i "Fresh Out the Slammer" inclou guitarres elèctriques de rock occidental.
La segona part del doble àlbum, subtitulada The Anthology, consisteix principalment en balades de piano folk-pop. Aaron Dessner a produir la major part del segon volum, que té un so acústic similar al folk, instrumentat per guitarra acústica seleccionada, piano suau i sintetitzadors subtils. Segons Mark Savage de la BBC, aquesta segona meitat presenta un so més "sedat" que evoca els seus àlbums del 2020, Folklore i Evermore, una observació que va ser compartida per Mary Kate Carr The AV Club i Alex Hudson de Exclama!. Neil McCormick de The Daily Telegraph va argumentar que aquest so més suau permet més subtilesa en les lletres, que exploren els estudis de personatges de Taylor Swift ("Cassandra", "Peter", "Robin") i l'autoreflexió ("The Albatross", "The Bolter", "I Look in People's Windows", "I Hate It Here").

## Títol i art

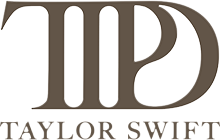
El logotip oficial de l'àlbum inclou el seu títol abreujat.

La manca d'apòstrof en el títol oficial (The Tortured Poets Department en comptes de The Tortured Poets' department"), va ser objecte d'un debat sobre la correcció gramatical . Els estudiosos van afirmar que Taylor Swift va utilitzar Tortured Poets com a substantiu atributiu, com en el cas de la pel·lícula dramàtica de 1989 Dead Poets Society (lit. 'El club dels poetes morts'), i no com un substantiu possessiu que mereixi un apòstrof. Una teoria de fans planteja que el títol fa referència a un xat grupal compartit entre Andrew Scott, Paul Mescal i Joe Alwyn titulat "The Tortured Man Club".
La portada, fotografiada per la fotògrafa nord-americana Beth Garrabrant, és una fotografia glamurosa en blanc i negre de Swift estirat en un llit amb roba interior negra: un top transparent i pantalons curts de cintura alta, de les marques de moda The Row i Yves Saint Laurent. Tant el logotip com el títol van ser parodiats per nombroses marques, organitzacions, equips esportius i franquícies, i van inspirar nombrosos memes. Alguns mitjans van comparar el títol i l'estètica visual de l'àlbum amb dark academia.

## Promoció i llançament
The Tortured Poets Department es va estrenar el 19 d'abril de 2024, durant el mes nacional de la poesia als Estats Units. Una edició especial de doble àlbum, subtitulada The Anthology i que conté 15 temes addicionals, es va llançar per sorpresa dues hores més tard el mateix dia. Taylor Swift va revelar la llista de cançons estàndard i les característiques convidades a les seves xarxes socials el 6 de febrer de 2024. Quatre edicions físiques de l'àlbum, cadascuna titulada segons la cançó addicional que incorpora ("The Manuscript", "The Bolter", "The Albatross" i "The Black Dog") també es van posar a la venda; Taylor Swift va anunciar les tres últimes edicions durant la etapa del Àsia-Pacífic de l'Eras Tour. L'edició col·leccionista de l'àlbum en CD es va esgotar al seu lloc web en les dues primeres hores de disponibilitat. Les còpies físiques de l'àlbum també inclouen un poema original de Stevie Nicks.
L'àlbum va ser promogut per proveïdors de serveis digitals com Apple Music, Spotify, YouTube, Instagram i Threads. Part d'aquesta promoció consistia en cinc llistes de reproducció d'Apple Music comissariades per Taylor Swift, inspirades en les etapes del dolor i una recerca d'ous de Pasqua per a noves lletres de les cançons de les llistes de reproducció; una exposició temporal a The Grove, Los Angeles, allotjada per Spotify; Murals de codis QR a diverses ciutats del món que porten a curts de YouTube ocults al canal de Taylor Swift; un compte enrere per al llançament de l'àlbum en actualitzar el perfil d'Instagram de Taylor Swift; i efectes especials de brillantor a les publicacions de Threads etiquetades amb hashtags relacionats amb Taylor Swift i l'àlbum. Les plataformes de ràdio iHeartRadio, que temporalment es va reanomenar iHeartTaylor, i Sirius XM també van anunciar programes especials en homenatge a l'àlbum, amb contingut exclusiu de Taylor Swift.
L'edició estàndard de l'àlbum es va filtrar íntegrament el 17 d'abril de 2024, dos dies abans del seu llançament oficial, que va provocar que la frase "Taylor Swift leak" fos temporalment prohibida de les cerques a la plataforma de xarxes socials X (abans Twitter ). El 18 d'abril, Taylor Swift va anunciar "Fortnight" com a senzill principal, llançat juntament amb l'àlbum. Més tard aquell dia, Taylor Swift va publicar un tràiler teaser per al seu vídeo musical que l'acompanya, previst per al llançament el dia del llançament de l'àlbum. Després de diversos ous de Pasqua insinuant el número "2", inclòs un compte enrere a la pàgina d'Instagram de Swift, The Anthology es va publicar dues hores després de l'edició estàndard.
The Black Dog, un pub de Vauxhall, Londres, va rebre un augment d'atenció i visites de Swifties després que fos esmentat a la cançó de l'àlbum del mateix nom.

## Recepció crítica

### Ressenyes
Segons Metacritic, The Tortured Poets Department va rebre "ressenyes generalment favorables", aconseguint una puntuació de 76 sobre 100 segons una mitjana ponderada de 24 puntuacions de crítics. La seva segona part, The Anthology, va aconseguir una puntuació de 69 sobre 100 segons una mitjana ponderada de 6 crítics. Segons les seves avaluacions, les publicacions van trobar el consens crític tant positiu com mixt.
Diversos crítics, com Helen Brown de The Independent, Ellie Roberts de The Arts Desk, Dan Cairns de The Times, Jeffrey Davies de PopMatters i Will Harris de Q, va elogiar l'àlbum com un dels més sòlids de Taylor Swift, considerant que la composició musical, els estils vocals i la tonalitat lírica són ambicioses i experimentals de bon gust; Altres, inclòs Chris Willman de Variety, Ed Power de iNews, i Kitty Empire de The Observer, el van anomenar un àlbum de Taylor Swift quintessencial.
La composició de cançons de Taylor Swift va ser una font de compliments. Paul Bridgewater de The Line of Best Fit, el va batejar com el treball més cohesionat de Taylor Swift fins ara, trobant la música sofisticada i el lirisme simbòlic. Per a Ludovic Hunter-Tilney, del Financial Times , l'àlbum és una evolució estilística per a Taylor Swift, amb una escriptura que marca un "gir característicament atractiu" en un melodrama malhumorat. Alexis Petridis de The Guardian i Alex Hopper de American Songwriter van pensar que l'àlbum té les lletres més enginyoses de Taylor Swift, que inclouen opcions musicals matisades que mostren que Taylor Swift està "disposada a córrer riscos en una època que no tolera el risc en el pop" i que "evoluciona constantment i supera els seus límits" respectivament. En una ressenya més mesurada, Olivia Horn de Pitchfork va sentir que la lletra no "destil·lava una veritat emocional general", i que "tendeix a ofegar en lloc de picar". Altres, com ara Lindsay Zoladz de The New York Times, Jonathan Keefe de Slant Magazine i Alex Hudson de Exclaim!, van descriure algunes lletres com a febles i sobreescrites; Hudson va afirmar que moltes de les seves cançons "confonen la verbositat amb la poesia".
També es va destacar l'estat d'ànim tumultuós i l'emoció sense restriccions de les lletres. Múltiples crítiques van felicitar l'emoció pesada i sense filtres de l'àlbum; Lauren Webb de Clash ho va descriure com "una il·lustració caòtica, tòxica i encanteridora" del deteriorament del seny. Powers va opinar que The Tortured Poets Department mostra la nova llibertat de Swift, amb una "manca de preocupació sobre si aquestes cançons parlen a i per a algú més que ella mateixa". Rob Sheffield de Rolling Stone, va descriure l'àlbum com el projecte "més salvatgement ambiciós i gloriosament caòtic" de Taylor Swift. Chris Willman, de Variety, va estar d'acord, qualificant-lo d'un àlbum "audaç i fascinant" que combina "intel·ligència amb catarsi".
Molts crítics, inclosos Zoladz, Laura Molloy de NME, i Tom Breihan de Stereogum, van argumentar que la col·laboració de Taylor Swift i Jack Antonoff a The Tortured Poets Department no era inventiva a causa d'una similitud sonora amb les seves col·laboracions passades. Amanda Petrusich de The New Yorker va afavorir l'aportació d'Aaron Dessner a l'àlbum com "més suau, més tendra i més sorprenent". Horn i Mark Savage de la BBC van sentir que les melodies eren monòtones i "estants", però altres van argumentar que l'enfocament minimalista complementava les lletres hiperpersonals de Swift; Hopper va opinar que "la confiança de Taylor Swift com a artista està en un punt àlgid" amb The Tortured Poets Department . Segons Mary Kate Carr de The AV Club, l'àlbum és "perfectament bo", però va arribar en un moment en què Taylor Swift ja no té "res a demostrar", donant lloc a un punt estancat en el seu art; aquesta idea també va ser compartida per una crítica anònima i negativa de Paste que va criticar l'àlbum com a precipitat, buit i que no s'hi pot establir una relació personal.

### Comentaris posteriors a les opinions
Les crítiques de l'àlbum van obtenir comentaris d'altres periodistes i crítics culturals. Publicacions consideraven The Tortured Poets Department un àlbum polaritzador; Nathan Hubbard de The Ringer va considerar que era el llançament més controvertit de Taylor Swift des de Reputation (2017). Els periodistes de The New York Times i Vox van atribuir aquest fenomen a l'augment de la fama de Taylor Swift i la consegüent sobreexposició mediàtica el 2020-2024, incloent vuit llançaments d'àlbums, l'influent Eras Tour i la relació amb Travis Kelce. La ressenya de Paste va ser assenyalada per altres publicacions com a "mordaç"; Sumnima Kandangwa del South China Morning Post va opinar que van amagar la identitat dels seus crítics perquè els Swifties "poden tornar-se molt animats quan es tracta de protegir la seva cantant favorita". TAylor Swift va compartir les crítiques positives de l'àlbum a les seves xarxes socials, etiquetant els respectius autors; alguns ho van considerar una resposta a Paste i altres crítiques negatives.
Alex Abad-Santos de Vox i Jessica Karl de Bloomberg News van dir que la reacció crítica va ser emblemàtica de l'estat "trencat" de la crítica musical convencional. Aquest últim va opinar, mentre que algunes crítiques de l'àlbum estaven "ben considerades", d'altres eren preescrites i "sense sentit". Va explicar que els crítics "es queden desperts fins a l'alba per acabar d'escoltar un àlbum com si es tractés d'un diari universitari que estem preparant per completar al matí" i els àlbums llargs com els 31 temes de The Tortured Poets Department els frustren. Karl també va considerar que les crítiques que apareixen en línia poques hores després del llançament d'un àlbum desacrediten tant els aplaudiments com les crítiques. Va condemnar la crítica Paste per fer "una lletania d'excavacions mesquines i exclamatives" a Taylor Swift, i va rebutjar la crítica elogiosa de Sheffield per qualificar l'àlbum de clàssic en un dia, així com per criticar articles de "publicacions de renom" com Time i The Philadelphia Inquirer per atendre xafarderies a les masses i al fandom en lloc d'una anàlisi seriosa de l'art.
Nora Princiotti, a The Ringer, va opinar que l'expansió imprevista de l'àlbum en una escolta de 31 cançons amb The Anthology va fer girar la recepció crítica cap a la polarització. Hubbard va estar d'acord i va opinar que els crítics de llocs com The New Yorker, The New York Times i Paste van utilitzar el nou estat de bilionària de Taylor Swift per minimitzar els problemes personals que va detallar a l'àlbum. Darcy de CNN va admetre que va jutjar ràpidament The Tortured Poets Department. Va afirmar que el va revisar tenint en compte la seva recepció crítica variada, i va trobar l'àlbum massa llarg i poc impressionant d'acord amb altres crítics, però una setmana més tard, "després de passar més temps amb el banquet sonor de dues hores, fent una gira més metòdica per les seves subtileses i matisos, estic disposat a declarar que és una de les millors obres de Taylor Swift fins ara". Darcy va opinar que l'àlbum no es pot digerir completament a "la velocitat de TikTok", i va criticar els crítics que no deixen "marinar" els àlbums de música i, en canvi, esperen "una satisfacció instantània".

## Rendiment comercial
The Tortured Poets Department va batre nombrosos rècords de transmissió a Spotify. El 18 d'abril de 2024, un dia abans del seu llançament, l'àlbum va establir un nou rècord per al nombre més alt de pre-desats en la història de la plataforma. Es va convertir en l'àlbum més reproduït del 2024 en un sol dia en menys de 12 hores després del seu llançament. Posteriorment, l'àlbum es va convertir en el primer de la història de Spotify a superar els 200 i 300 milions de reproduccions en un dia, batent així el rècord de tots els temps d' àlbums més reproduïts en un sol dia, que abans tenia el propi Midnights de Taylor Swift i l'ajudava a superar el seu propi àlbum. rècord de temps per a l'artista més reproduït en un sol dia. Cinc dies després del seu llançament, The Tortured Poets Department es va convertir en el primer àlbum que acumula mil milions de reproduccions en una sola setmana. L'àlbum també va establir rècords de streaming en altres plataformes; va ser l'àlbum més reproduït mai en un sol dia a Amazon Music amb menys de 12 hores de disponibilitat, i va superar Midnights per convertir-se en l'àlbum pop més reproduït en un sol dia a Apple Music.
Als Estats Units, Target Corporation va confirmar que The Tortured Poets Department era la seva "pre-reserva musical més gran de tots els temps". Billboard va informar que l'àlbum va vendre 1,6 milions d'unitats equivalents només el primer dia, incloent 243,4 milions de reproduccions sota demanda i 1,4 milions de còpies pures, de les quals 600.000 eren LPs de vinil. Després de quatre dies de seguiment, l'àlbum va vendre 700.000 LPs de vinil, superant el de Swift de 1989 (Taylor's Version) amb les vendes més altes d'una setmana als Estats Units. El Departament de Poetes Torturats va generar 799 milions de reproduccions sota demanda als Estats Units en sis dies, batent el rècord de setmana de reproducció més gran que tenia Drake 's Scorpion (2018). L'àlbum va debutar al cim del Billboard 200 amb 2,61 milions d'unitats, incloent 1,914 milions de còpies pures i 891,34 milions de reproduccions a la carta. Es va convertir en el 14è àlbum número u de Taylor Swift A més, les 31 cançons van debutar a la Billboard Hot 100, ocupant tot el top 14 simultàniament per primera vegada a la història de les llistes. Swift va establir el rècord de més entrades simultànies d'una artista femenina (32) i es va convertir en la primera dona a superar les 50 cançons del top 10 al llarg de la seva carrera.
Fora d'Estats Units, Taylor Swift va registrar el dia de reproducció més gran per a un àlbum i un artista de la història d'Alemanya, amb 11,5 milions i 14,4 milions de reproduccions, respectivament. The Tortured Poets Department va debutar al número 1 amb la setmana de vendes més alta del país per a qualsevol artista en dos anys i per a un artista en solitari en set anys. Al Regne Unit, l'àlbum va vendre 220.000 unitats en els seus primers tres dies i 270.000 unitats en la seva primera setmana, convertint-se en l'àlbum més venut al país en set anys i superant les xifres de vendes de la primera setmana de Midnights per convertir-se en l'àlbum més venut de la carrera de Taylor Swift. L'àlbum va debutar al número u a Espanya i va ser certificat platí en la seva primera setmana per vendre més de 40.000 unitats equivalents. A Austràlia, The Tortured Poets Department es va convertir en el seu 13è àlbum en arribar al top 1, un rècord entre les artistes femenines; les seves cançons també van establir rècords per a la majoria d'entrades simultànies d'un sol artista entre els top 10 (10), top 50 (29) i top 100 (34) de l'llista de singles d'ARIA.

## Llista de pistes
| 1.            | «Fortnight» (featuring Post Malone)               | Swift Antonoff Louis Bell [a] | 3:48  |
| 2.            | «The Tortured Poets Department»                   | Swift Antonoff                | 4:53  |
| 3.            | «My Boy Only Breaks His Favorite Toys»            | Swift Antonoff                | 3:23  |
| 4.            | «Down Bad»                                        | Swift Antonoff                | 4:21  |
| 5.            | «So Long, London»                                 | Swift Dessner                 | 4:22  |
| 6.            | «But Daddy I Love Him»                            | Swift Dessner Antonoff        | 5:40  |
| 7.            | «Fresh Out the Slammer»                           | Swift Antonoff                | 3:30  |
| 8.            | «Florida!!!» (featuring Florence and the Machine) | Swift Antonoff                | 3:35  |
| 9.            | «Guilty as Sin?»                                  | Swift Antonoff                | 4:14  |
| 10.           | «Who's Afraid of Little Old Me?»                  | Swift Antonoff                | 5:34  |
| 11.           | «I Can Fix Him (No Really I Can)»                 | Swift Antonoff                | 2:36  |
| 12.           | «Loml»                                            | Swift Dessner                 | 4:37  |
| 13.           | «I Can Do It with a Broken Heart»                 | Swift Antonoff                | 3:38  |
| 14.           | «The Smallest Man Who Ever Lived»                 | Swift Dessner                 | 4:05  |
| 15.           | «The Alchemy»                                     | Swift Antonoff                | 3:16  |
| 16.           | «Clara Bow»                                       | Swift Dessner                 | 3:36  |
| Durada total: | Durada total:                                     | Durada total:                 | 65:08 |

| 17.           | «The Black Dog»                    | Swift Antonoff         | 3:58   |
| 18.           | «Imgonnagetyouback»                | Swift Antonoff         | 3:42   |
| 19.           | «The Albatross»                    | Swift Dessner          | 3:03   |
| 20.           | «Chloe or Sam or Sophia or Marcus» | Swift Dessner          | 3:33   |
| 21.           | «How Did It End?»                  | Swift Dessner          | 3:58   |
| 22.           | «So High School»                   | Swift Dessner          | 3:48   |
| 23.           | «I Hate It Here»                   | Swift Dessner          | 4:03   |
| 24.           | «thanK you alMee»                  | Swift Dessner Antonoff | 4:23   |
| 25.           | «I Look in People's Windows»       | Swift Antonoff Berger  | 2:11   |
| 26.           | «The Prophecy»                     | Swift Dessner          | 4:09   |
| 27.           | «Cassandra»                        | Swift Dessner          | 4:00   |
| 28.           | «Peter»                            | Swift Dessner          | 4:43   |
| 29.           | «The Bolter»                       | Swift Dessner          | 3:58   |
| 30.           | «Robin»                            | Swift Dessner          | 4:00   |
| 31.           | «The Manuscript»                   | Swift Dessner          | 3:44   |
| Durada total: | Durada total:                      | Durada total:          | 122:21 |